# Grågul lavmätare
Grågul lavmätare, Parectropis similaria är en fjärilsart som beskrevs av Johann Siegfried Hufnagel, 1767. Grågul lavmätare ingår i släktet Parectropis och familjen mätare, Geometridae. Arten är reproducerande och har livskraftig (LC) population i Sverige I Finland ses arten som mycket sällsynt men regelbunden migrant och är klassad som tillfällig. I Sverige förekommer arten från Skåne till Västergötland inklusive Öland och Gotland. Fynden i Finland är från de sydligaste landskapen. Artens livsmiljö är blandskog med ett större lövinslag, framför allt ek. Fyra underarter finns listade i Catalogue of Life, Parectropis similaria grisescens Djakonov, 1926, Parectropis similaria japonica Sato, 1980, Parectropis similaria obscurior Staudinger, 1897 och Parectropis similaria similaria (Hufnagel, 1767).

## Bildgalleri

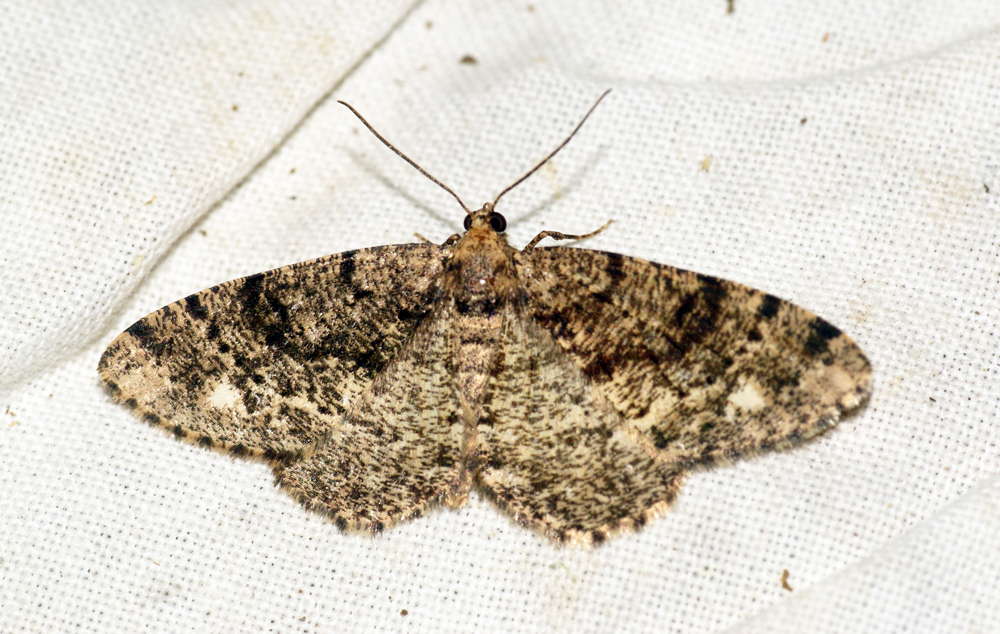
Imago fjäril.
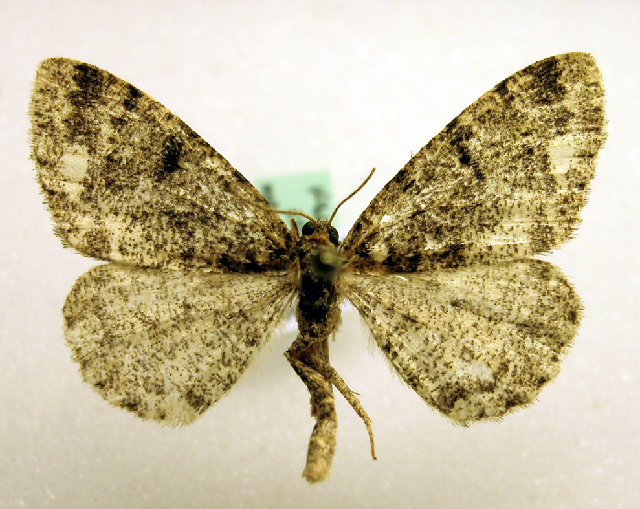
Preparerad (uppnålad) imago fjäril.